# Symphylella capitata
Symphylella capitata är en mångfotingart som beskrevs av Michelbacher 1939. Symphylella capitata ingår i släktet findvärgfotingar, och familjen slankdvärgfotingar. Inga underarter finns listade i Catalogue of Life.